# Isoetes coromandelina
Isoetes coromandelina är en kärlväxtart. Isoetes coromandelina ingår i släktet braxengräs, och familjen Isoetaceae.

## Underarter
Arten delas in i följande underarter:
- I. c. coromandelina
- I. c. macrotuberculata